# Dorothy Combs Morrison
Dorothy Combs Morrison, nata Dorothy Marie Combs (Longview, 8 maggio 1944), è una cantante statunitense.

## Biografia
Cantante di gospel statunitense, è nata a Longview, nel Texas: settima di dieci figli, ha mostrato un precoce talento per la musica. Ha iniziato a cantare a 13 anni e ha inciso il suo primo singolo "I am free" quando cantava con i suoi fratelli e sorelle nel gruppo "The Combs Family". Negli anni '60 si unì agli Edwin Hawkins Singers e con loro interpretò, nel ruolo di voce solista, il celebre brano Oh Happy Day, successo internazionale e premiato nel 1970 con il Grammy Award for Best Soul Gospel Performance.
Fa parte delle Blues Broads, un gruppo musicale composto di quattro grandi soliste; le altre componenti sono Tracy Nelson, Annie Sampson e Angela Strehli.